# Feliks Sawicki
Feliks Sawicki (ur. 9 października 1928 we Lwowie, zm. 12 kwietnia 1979 w Dąbrowie Górniczej) – epidemiolog, doktor habilitowany nauk medycznych, twórca polskiej statystyki medycznej. Pracował jako docent w Zakładzie Epidemiologii Państwowego Zakładu Higieny w Warszawie. Współzałożyciel warszawskiego Klubu Inteligencji Katolickiej. Animator Sekcji Młodzieżowej (Kultury).
3 maja 2007 odznaczony pośmiertnie przez Prezydenta Rzeczypospolitej Polskiej Krzyżem Oficerskim Orderu Odrodzenia Polski.